# Ковинска жупанија
Ковинска жупанија (лат. Comitatus de Kewe) је била жупанија, односно управна јединица средњовековне Краљевине Угарске. Постојала је у периоду од 11. до 16. века. Обухватала је простор данашњег југозападног Баната, између Дунава и доњих токова Тамиша и Тисе. Значајнија места у жупанији била су Ковин (лат. Kewe), Панчево (лат. Panczal) и Бечкерек (лат. Bechkereke). Од северозападног дела Ковинске жупаније касније је формирана посебна Торонталска жупанија. Становништво жупаније су чинили Срби и Мађари. Средином 16. века, ово подручје потпада под власт Османског царства, а на подручју дотадашње Ковинске жупаније успоставља се Панчевачка нахија, која је припадала Темишварском санџаку у саставу Темишварски пашалук. Данас је простор некадашње Ковинске жупаније углавном у саставу Србије, изузев мањег подручја које је у саставу Румуније.

## Срби у Ковинској жупанији
Присуство српског становништва на подручју Ковинске жупаније добија на значају већ крајем 14. века, када започиње талас све интензивнијих миграција, условљених османским продорима у јужне српске области. Досељавање постаје масовно током 15. века, тако да је у првој половини 16. века тај простор већ увелико био претежно српски, услед чега су османске власти, чак и пре осовајања, читаво подручје те и суседних жупанија означавале као Српски вилајет (тур. Sırf Vilâyeti).